# Ken's Bar III
『Ken's Bar III』（ケンズ バー・スリー）は、平井堅通算3枚目のカバー・アルバム。2014年5月28日にアリオラジャパンから発売された。規格品番はBVCL-594。DVD付初回生産限定盤A（BVCL-590/591）・ボーナスCD付初回生産限定盤B（BVCL-592/593）が同時発売。なお同年11月末から翌年2月にかけて通常盤のみ、期間限定でギフト仕様のウインターパッケージで出荷された。

## 解説
DefSTAR RECORDSからアリオラジャパンへレコードレーベルを移籍後初のアルバム。アルバムとしては、前作『JAPANESE SINGER』（2011年6月8日発売）から約2年11か月ぶりだった。
1998年5月29日から始まったコンセプト・ライブ「Ken's Bar」の開店15周年を記念して、実際のライブの構成をスタジオ・レコーディングで再現、シンプルなアコースティック編成で制作されたコンセプト・カバー・アルバムの第3弾である。第1弾『Ken's Bar』第2弾『Ken's Bar II』同様、過去にライブ内で歌われたことのある楽曲を中心に、洋楽や邦楽、男女、時代を問わず、広く選曲されているが、本作品でも前作に続いてJ-POPが多く取り上げられている。平井本人は演奏には参加しておらず、ボーカリストに徹している。本作のテーマについて、平井堅自身は「今回のテーマはずばり「トライ」。敢えて苦手な曲調や、1つの楽器と歌だけでどこまで出来るか等々、チャレンジ精神ビンビンで録音しました。」と述べている。
歌詞ブックレットには、音楽ライター島田諭氏によるライナーノーツが掲載された。初回生産限定盤Aのみ特殊ダブル紙ジャケット仕様で、2013年5月30日に日本武道館で行われた「Ken's Bar 15th Anniversary Special!!! Vol.1」公演を収録したDVDと、別紙で収録内容を記載したフライヤーが封入されている。また、初回生産限定盤Bのみスリーブ・ケース仕様で、2014年2月14日、15日にBlue Note Tokyoで行われた「Ken' Bar 15th Anniversary Valentine Special!」公演のライブ音源を一部収録したボーナスCDが封入されている。
ディスクジャケットの写真は『Ken's Bar』や『Ken's Bar II』と同じニューヨークにあるライブハウス「ビター・エンド」で撮影された。前二作は黒を基調としたアートワークであったが、本作では白を全面に打ち出している。なお、3形態とも別カットが使用されている。
発売日当日には、さいたまスーパーアリーナで「Ken’s Bar 15th Anniversary Special ！Vol. 4」公演を行い、アルバム収録曲から8曲を披露した。
「切手のないおくりもの」は、本アルバムから唯一、新規のミュージック・ビデオが制作され、2021年5月に発売されたPV集『Ken Hirai Films Vol.15』(BVXL-77/BVBL-154)にのみ収録されている。

## 収録曲

### CD
1. Open（41秒）
  - バーへ向かう客の情景を表現したSE。
2. even if -instrumental-（4分22秒）
  - 作曲：平井堅　編曲・ピアノ演奏：大江千里
  - 「Ken's Bar」のテーマソングと云えるシンボル的な楽曲。1998年の第1回から「バーボンとカシスソーダ」のタイトルで披露されていた[8]。2000年に11枚目のシングルとして期間限定発売された。
3. 家族になろうよ（5分9秒）
  - 作詞・作曲: 福山雅治　編曲・ピアノ演奏：松浦晃久
  - 福山雅治の2011年の楽曲。ゼクシィのコマーシャルソング。
4. 順子（3分58秒）
  - 作詞・作曲：長渕剛　編曲・ギター演奏：石成正人
  - 長渕剛の1980年の楽曲。同年のオリコン年間シングルチャート第5位。
  - 平井はこの曲を歌うことについて、「僕と長渕剛さんって、対極というか相当かけはなれたイメージだと思うのですが（中略）そこに僕なりの湿度を投入しました」[3]といったコメントをしている。
5. WE'RE ALL ALONE（4分20秒）
  - 作詞・作曲：William R. Royce Scaggs　編曲・ピアノ演奏：鈴木大
  - ボズ・スキャッグスの1976年の楽曲。アルバム『シルク・ディグリーズ』収録曲。
6. いとしのエリー（5分43秒）
  - 作詞・作曲：桑田佳祐　編曲・ギター演奏：石成正人
  - サザンオールスターズの1979年の楽曲。のちにTBS系テレビドラマ『ふぞろいの林檎たち』主題歌に起用された。
  - 平井はかねてからサザンの大ファンを公言しており、桑田佳祐との親交もある。
7. Love Is Blind（2分48秒）
  - 作詞・作曲：Janis Ian　編曲・ベース演奏: 亀田誠治
  - ジャニス・イアンの1976年の楽曲。邦題「恋は盲目」。アルバム『愛の余韻』収録曲。
8. Intermission（1分14秒）
  - 作曲：平井堅　編曲・ピアノ演奏：鈴木大
  - 幕間に流れるBGMと位置づけられたInstrumental曲。
9. Virtual Insanity（5分1秒）
  - 作詞・作曲：Jason Kay・Wallis Buchanan・Simon Katz・Derrick McKenzie・Toby Smith・Stuart Zender　編曲：URU
  - ジャミロクワイの1996年の楽曲。アルバム『Travelling Without Moving』収録曲。
10. 切手のないおくりもの（3分38秒）
  - 作詞・作曲：財津和夫　編曲・コーラス：大橋トリオ
  - 財津和夫の1977年の楽曲。NHK『歌はともだち』『みんなのうた』で使用された。
  - 2015年公開の日本映画「繕い裁つ人」の主題歌[9]。
11. タイミング（3分46秒）
  - 作詞：森浩美・ブラックビスケッツ　作曲：中西圭三・小西貴雄　編曲：押尾コータロー・田中直
  - ブラックビスケッツの1998年の楽曲。同曲で第49回NHK紅白歌合戦に出演。同年のオリコン年間シングルチャート第4位。
12. やつらの足音のバラード（3分6秒）
  - 作詞：園山俊二　作曲：かまやつひろし　編曲・ヴァイオリン演奏：弦一徹
  - 1974年のテレビアニメ『はじめ人間ギャートルズ』エンディング曲。
  - GLOBAL WORK（グローバルワーク）のCM曲に起用された[10]。
13. KILLING ME SOFTLY WITH HIS SONG（4分35秒）
  - 作詞・作曲：Chales Fox・Norman Gimbel　編曲：Katreese Barnes
  - アメリカ出身のソウル・シンガー、ロバータ・フラックの1973年の楽曲。4週連続でビルボード誌第1位を達成した。邦題「やさしく歌って」。オリジナルはロリ・リーバーマンが1972年にリリース。
  - 2010年に行われたイベント「WOW FES! 2010」で共演した[11][12]ことのある、フラック本人とデュエットしている[3]。
14. マイ・ウェイ（5分53秒）
  - 作詞・作曲：Paul Anka・Claude Francois・Lucien Thibaut・Jacques Revaux
  - 日本語訳詞：片桐和子　編曲・ピアノ演奏：松浦晃久
  - フランク・シナトラの1969年の楽曲。カバーが多数存在するスタンダード。日本国内では布施明らが日本語歌詞で歌った。
15. Close（39秒）
  - 家路へ向かう客の情景を表現したSE。
  - 前2作ではこの後アンコールと位置づけられた楽曲[13]が収録されていたが、本作にはない。

### 初回生産限定盤A特典DVD
「Ken's Bar 15th Anniversary Special!!! Vol.1 LIVE VIEWING EDITION at 日本武道館」
1. even if
2. 僕は君に恋をする
3. 少女A（原曲歌唱: 中森明菜）
4. Overjoyed（原曲歌唱: スティーヴィー・ワンダー）
5. 桔梗が丘
6. 瞳をとじて
7. LIFE is...
8. 告白
9. なごり雪（原曲歌唱: かぐや姫）
10. 太陽と埃の中で（原曲歌唱: CHAGE and ASKA）
11. 君の好きなとこ
12. 君はス・テ・キ
13. POP STAR
14. Love Love Love
15. マイ・ウェイ

※2013年5月30日　日本武道館

### 初回生産限定盤BボーナスCD
「Ken's Bar BEST SONG COLLECTION -Live at Blue Note Tokyo-」
1. even if（6分21秒）
2. 楽園（6分5秒）
3. 告白（4分9秒）
4. 瞳をとじて（6分1秒）
5. LIFE is... （4分49秒）
6. 僕は君に恋をする（5分27秒）
7. 哀歌（エレジー）（5分37秒）
8. 君の好きなとこ（5分28秒）
9. KISS OF LIFE（5分17秒）
10. POP STAR（5分20秒）
11. Love Love Love（6分13秒）

※2014年2月14日・15日　Blue Note Tokyo（ダイジェスト）

## 演奏
- 大江千里：ピアノ (#2)
- 松浦晃久：ピアノ (#3,14)
- 石成正人：アコースティック・ギター (#4)、エレクトリック・ギター (#6)
- 鈴木大：ピアノ (#5,8)
- 亀田誠治：ベース (#7)
- 江藤良人：ドラム (#9)
- 俵山昌之：ウッドベース (#9)
- ケイコローズ（鈴木恵子）：ローズ・ピアノ (#9)
- 松島啓之：トランペット (#9)
- 奥村晶：トランペット (#9)
- 大橋トリオ：コーラス (#10)
- MITCH（安田充）：トランペット (#10)
- 武嶋聡：サクソフォン、クラリネット (#10)
- kosuke yamamoto：トロンボーン (#10)
- TAMOTSU（山根有）（BLACK BOTTOM BRASS BAND）：スーザフォン (#10)
- ANTON（川嶋浩司）（BLACK BOTTOM BRASS BAND）：バスドラム (#10)
- SEIYA（横田誓哉）（BLACK BOTTOM BRASS BAND）：スネアドラム (#10)
- 押尾コータロー：アコースティック・ギター (#11)
- 公家千彰：カスタネット、フラメンコタップ(サパテアード) (#11)
- 弦一徹ストリングス：ストリングス (#12)
  - 第1バイオリン：弦一徹、森琢哉、黒木薫、梶谷裕子
  - 第2バイオリン：門脇大輔、藤村政芳、藤田弥生、伊能修
  - ビオラ：カメルーン真希、三木章子
  - チェロ：田中雅弘、村中俊之
  - コントラバス：竹下欣伸
- Sherrod Barnes：アコースティック・ギター (#13)
- Jerry Barnes：ウッドベース、コーラス (#13)
- Shawn Pelton：ドラム (#13)
- Bashiri Johnson：パーカッション (#13)
- Katreese Barnes：ピアノ、コーラス、ストリングス・アレンジメント(#13)
- Krystof Witek：バイオリン (#13)
- Junah Chung：ビオラ (#13)
- Eleanor Norton：チェロ(#13)
- Katherine Cherbas：チェロ(#13)
- Sharon Bryant：コーラス (#13)

## ライブ「Ken's Bar」
平井堅#コンセプト・ライブ「Ken's Bar」参照